# Urla
Urla – miasto w Turcji w prowincji İzmir.
Według danych na rok 2000 miasto zamieszkiwało 36 579 osób.